# Apsines z Gadary
Apsines z Gadary – żyjący w III wieku n.e. retor związany z Atenami, przyjaciel Filostratosa. Autor dzieła Téchnē rhētorikē peri proojmiu (Sztuka retoryczna; o wstępie).